# 小泉均
小泉 均（こいずみ ひとし、1958年12月25日 - ）は、日本のグラフィックデザイナー・タイポグラファー、教育者、版元。茶名は宗字。

## 経歴
東京都出身。獨協中学校・高等学校を経て、1980年に千葉大学工学部画像工学科卒業。学生時代にYMOのスナップ写真撮影のアルバイトをする。その後、森啓デザイン研究室で5年間スタッフとして勤め、月刊誌サイエンティフィック・アメリカンの日本版エディトリアルデザインを中心にデザインを基礎から実践的に学ぶ。1983年にTypeTripというタイポグラフィの研修旅行でen:Monotype Corporation主催の「Digital typography aids clarity and benefits computer and electronic media」に参加。
1986年自身の事務所である「Universtudio」を青山キラー通り沿いのビルの一室で立ち上げ、NHK語学テキストのアートディレクションや渋谷ロフト (雑貨店)創業時の販促プロジェクト、国内外書籍中心のデザインを数多く手がける。現在、その一室は現存していない。
1990年から1993年にかけ、スイス・スタイルの戦後のデザイン教育を継承していた高等デザイン学校「Allgemeine Gewerbeschule Basel」のde:Schule für Gestaltung Basel（現存していないWeiterbildungsklasse für Grafik）で、de:Wolfgang Weingartに師事する。帰国後、新潟県の長岡造形大学創設の際、視覚デザインコースを神田昭夫、鎌田豊成と共に立ち上げる。そして視覚デザイン学科としてまとめあげることに尽力する。在勤中に新潟県中越地震に遭遇。その経験から、地震と原発の危険性を目の当たりにし、artists' powerの活動に取り組むようになる。2000年から2001年にかけてはスイス、バーゼルの（当時）FHBBのde:HyperWerkでen:European Credit Transfer System2単位の正規のクラスを持つ。
2002年、桑沢デザイン研究所夜間部で社会人中心のエディトリアルデザインの授業を行う。2007年には、 阿部宏史と共同で同授業を行う。さらに2009年、レタリング・タイポグラフィも担当。日本初のタイポグラフィ書籍版アプリをiTunesに載せる。
1999年から2016年まで、東京佃の高層マンションで活動。2017年、東京日暮里の実家をリノベーションし、活動拠点を移し、株式会社タイプショップgとして、現在、活版印刷家、私塾教師、グラフィックデザイナー、タイポグラファー、デザインコンサルタント(PAOSのアドバイザーなど)として活動。また、2020年4月にTypeShop_g Pressという出版社を開業。日暮里地区民生委員・児童委員(2022年12月–2025年3月)。

## 会員歴
- 1984 - 2003年 カナモジカイ会員（1998年からは理事）
- 1992 - 2007年 記号学会会員
- 1998 - 2007年 基礎デザイン学会会員
- 2005 - 2007年 日本タイポグラフィ学会会員
- 1981 - 2008年 国際タイポグラフィ協会en:ATypI会員
- 2002 - 2009年 日本グラフィックデザイナー協会 新潟/宮城会員

## 主な仕事（教育）
- お茶の水美術専門学校 非常勤講師 コミュニケーション論（1986年4月 - 1988年3月）
- 長岡造形大学 助教授 産業デザイン学科（1994年4月 - 2004年3月）
- 長岡造形大学 教授 視覚デザイン学科（2004年4月 - 2007年3月）
- 韓国・弘益大学校・造形大学 特別講義（1995年3月）
- 昭和女子大学・環境デザイン学科 特別講義（2011年1月, 2014年6月）
- チバ・スペシャルティ・ケミカルズ株式会社 日本デザインコンサルタント（1998年 - 2001年）
- スイス・バーゼル・FHBB 特別教員（2000年 - 2002年）
- ワインガルト・レクチャー・ツアー 通訳／コーディネーター（2001年10月）
- 桑沢デザイン研究所 非常勤講師 エディトリアルデザイン（2002年4月 - 2017年12月）
- 桑沢デザイン研究所 非常勤講師 タイポグラフィ・レタリング（2009年9月 - 2014年3月）
- タイプショップg/School 教師 スイス・タイポグラフィ（2007年4月 - 2024年11月）
- takeThisfromKoizumisBookshelves 古本屋店主（2024年11月 - ）
- 表千家講師[1989年に同門] 亭号は字休菴（2025年5月 - ）

## 著書

### 単著
- 2000年『タイポグラフィの読み方』美術出版社
- 2009年『タイポグラフィの■▲方』iTunes(iPhone)版
- 2012年『タイポグラフィ・ハンドブック』研究社

### 共著
- 1993年『世界のニュー・タイポグラフィ』PIE BOOKS
- 2001年『構成的ポスターの研究』多摩美術大学竹尾ポスター共同研究会／中央公論美術出版
- 2004年『図録タイポグラフィ・タイプフェイスのいま。』女子美術大学
- 2011年『言葉のデザイン2010 オンスクリーンタイポグラフィを考える』JAGDA
- 2021年『タイポグラフィ・ハンドブック 第2版』研究社

### 監修翻訳
- 2008年『Helvetica forever ー タイプフェイスをこえて』ラース・ミューラー他著 BNN新社
- 2014年『世界の文字と記号の大図鑑 ー Unicode 6.0の全グリフ (decodeunicode_jp)』ヨハネス・ベルガーハウゼン他著 研究社
- 2015年『図説 サインとシンボル』アドリアン・フルティガー著 研究社

## 主な展覧会
- 1992年「学生作品展」AGSギャラリー（バーゼル）
- 2003年「文字展@smt」せんだいメディアテーク（仙台）
- 2006年「COLLABORATION展」JAGDA畠山敏との共同展 せんだいメディアテーク（仙台）
- 2009年 個展「水"＝み"ず」森岡書店（東京・茅場町）

## 主な仕事
1. 森啓デザイン研究室 アシスタント（1980年4月 - 1985年1月）
2. ユニバースタジオ/六三堂 グラフィック・デザイナー（1985年04月 - 2007年03月）

- 基礎英語・続基礎英語・アンニョンハシムニカ 表紙デザイン
- ビジネス英語の本文組基本形 その他の全外国語テキスト表紙の基本形 日本放送出版協会
- リピートラーニングシステム パッケージデザイン SONY
- SUPER XEVIOUS レコードジャケット アルファレコード
- 坂本龍一／高橋鮎生 広告 ミディ
- TDK×FM東京 広告 ぴあ
- 『おしゃべり用心理ゲーム』ブックデザイン TBSブリタニカ
- 『ちょっとしたものの言い方』ブックデザイン 講談社
- 『SNOOPYのもっと気楽に』＋α文庫シリーズ デザイン 講談社
- 雑誌『イ』編集デザイン タキオン
- 機関誌『科学と人間 is changing』 電通総研
- HALLEY'S COMET 1986 企画デザイン ファンタシウム
- How Toシリーズフライヤー SPデザイン 渋谷ロフト
- マーメイド82色、NTラシャ103色 紙見本帳デザイン 竹尾
- 『ピーター・ノートンのOS/2』他多数ブックデザイン 日経BP社
- 茅ヶ崎工場国道1号線沿 フェンスデザイン TOTO
- バカラ 永遠のきらめき展 グラフィックデザイン日本語担当 Bacarrat
- たくさんのふしぎ 第95号 魔女に会った ブックデザイン 福音館書店
- 『三日月の夜』 伊藤正道画集 共同ブックデザイン アートボックス
- 建築雑誌SD（1994年1月号 - 1999年3月号）アートディレクター 鹿島出版会
- 『Helvetica: Homage to a Typeface』Lars Müller 東京のスナップ写真寄稿 (2001年)
- 歯科ブロッサムクリニック（旧大山歯科医院, 上石神井）VI担当, D＝宇野智美

3. 株式会社タイプショップg 代表取締役／デザイナー／コンサルタント（2007年04月 - ）
- 『10代の心と身体のガイドブック』他多数デザイン 誠信書房（1980年 - ）
- RSロゴ デザイン 坂本龍一（2004年11月、2009年9月）
- 『マグナムが撮った東京』図録デザイン Magnum Photo（2007年3月）
- カーボンオフセットロゴ 他デザイン／アドバイザー more trees（2007年5月 -2016年4月 ）
- 『EL』タイポグラフィ教育用アプリ iTunes(iPad)版 (2010年10月)
- APASTロゴAD, D＝宇野智美（2011年12月）
- 坂本龍一 ピアノソロ譜面 (ピース売り) EDITIONS COMMMONS（2012年12月）
- 『カッパン博士の解剖学講義』P＝宇野智美（2013年3月）
- 五月女久美子写真集『imperfection』版元, D+P＝宇野智美（2014年11月）
- 神田外語大学『グローバル・コミュニケーション研究』表紙デザイン（2014年3月–）
- Ethical association  D＝宇野智美（2016年1月–）
- 『福島諭：室内楽 2011–2015』CDデザイン G.F.G.S.（2016年9月）
- 「SEWN UP 2016–2018」G.F.G.S.（2020年2月）
- 松山鮎子『語りと教育の近代史』カバーデザイン（2020年9月）
- 竹中工務店『The Spirit of ‘Ohana(英文)』『Grand Hyatt Kaua‘i—30年の軌跡(和文)』書籍デザイン（2021年9月）
- 「TypeShop_g/StudioMap」グラフィックデザイン（2023年4月）
- 松山由理子『普通を生きる　ひとりの編集者として』ブックデザイン（2024年5月）

展示関係：
- 2005年「テンポラリー・イミグレーション展」ワタリウム美術館（東京）関連イベント　スイスをめぐるデザインの話「ヘルベチカ」+ワークショップ「言葉の行間をデザインする」
- 2005年「ブラウン展 – 形を超えたデザイン」グラフィック担当 AXISギャラリー（東京）
- 2007年「Exit to Safety – デザインにできること」グラフィック担当 AXISギャラリー（東京）
- 2007，08，11，12，13，14，15年「金の卵学校選抜オールスターデザインショーケース」グラフィック，展示担当 AXISギャラリー（東京）
- 2014，15，16，17年 丹青社「人づくりプロジェクト展」グラフィック担当 AXISギャラリー（東京）
- 2016 「消滅した時間　奈良原一高作品展」D＝宇野智美　フジフイルム スクエア（東京）
- 2017 「心の原風景 奈良大和路　入江泰吉作品展」D＝宇野智美　フジフイルム スクエア（東京）
- 2017 「幕末明治の写真家が見た富士山　この世の桃源郷を求めて」D＝宇野智美　フジフイルム スクエア（東京）
- 2017 「INTERFACE 写真家・東松照明を見る」D＝宇野智美　フジフイルム スクエア（東京）
- 2017 「二十世紀の巨匠　美と崇高の風景写真家 アンセル・アダムス」D＝宇野智美　フジフイルム スクエア（東京）
- 2018 「言葉を超えた写真家 富山治夫 『現代語感』」 D＝宇野智美　フジフイルム スクエア（東京）

出版関係(発行人)：
- 2007年「羽原肅郎へのイントロダクション」D＝阿部宏史
- 2018年「Eine Hommage an ...」D＝宇野智美　竹尾青山見本帖
- 2020年 ヴィンケルハーケン叢書『タイポグラフィの美しき時代』Charles Peignot
- 2020年 ヴィンケルハーケン叢書1『ボタニスト』
- 2023年 ヴィンケルハーケン叢書2『削ぎ落とすこと. 倫理. 教育.』Armin Hofmann
- 2024年 ヴィンケルハーケン叢書3『若い人達へ／この道を往く』天野貞祐／小池辰雄

## 受賞歴
- 1986年 日経広告賞 サイエンス準広告賞
- 1987年 日本タイポグラフィ協会実験作品賞
- 1989年 日本タイポグラフィ協会実験作品賞